# گیتس کورپوریشن
ابرشرکت گیتس، (انگلیسی: Gates Corporation) ابرشرکت خودروسازی آمریکایی است، که در سال ۱۹۹۶ تأسیس شد.